# Kisimul Castle

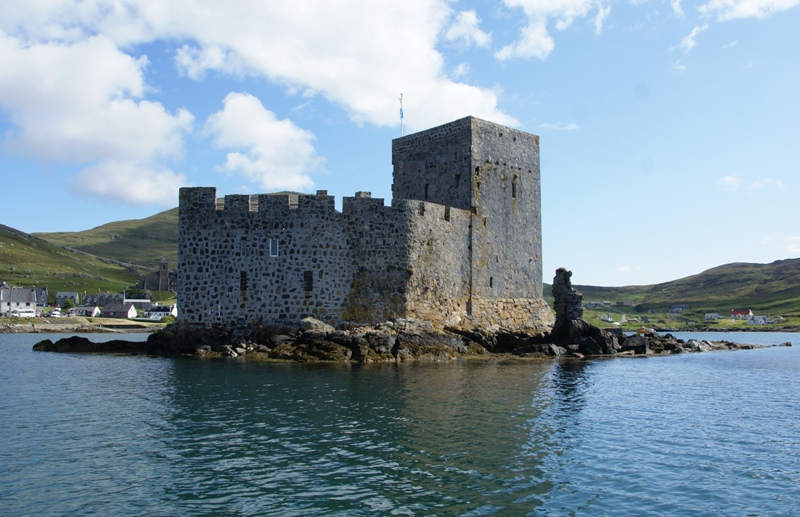
Kisimul Castle gezien vanuit het zuidwesten met rechts de donjon en ervoor de restanten van het Crew House. Op de achtergrond is Castlebay te zien.

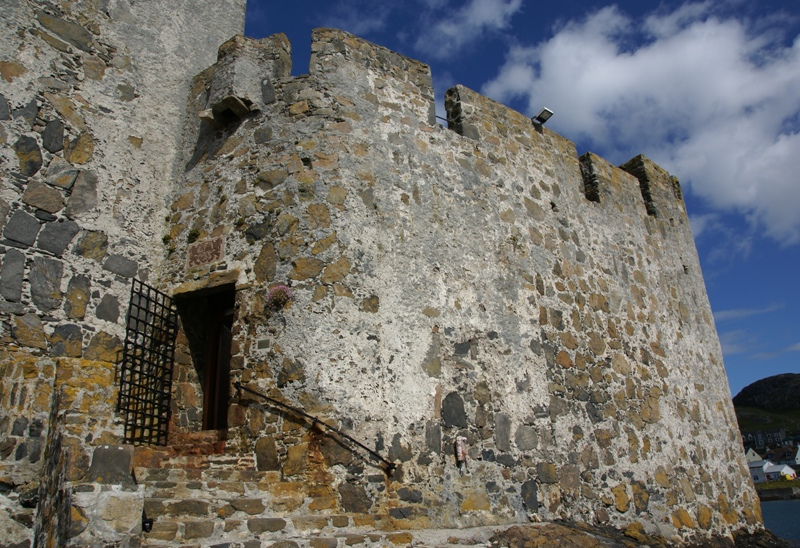
Ingang met ijzeren hek en erboven de mezekouw.

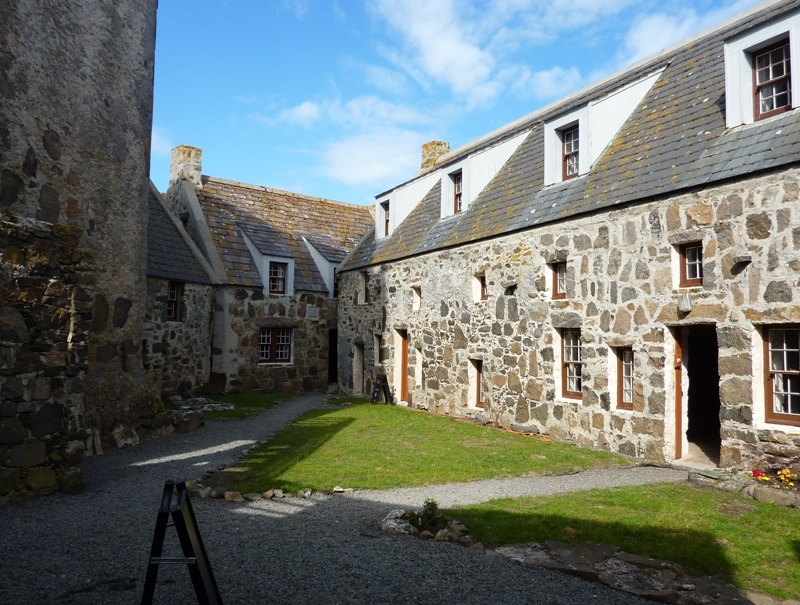
De binnenplaats met rechts de hal en links de Tanist House. Uiterst links staat de donjon.

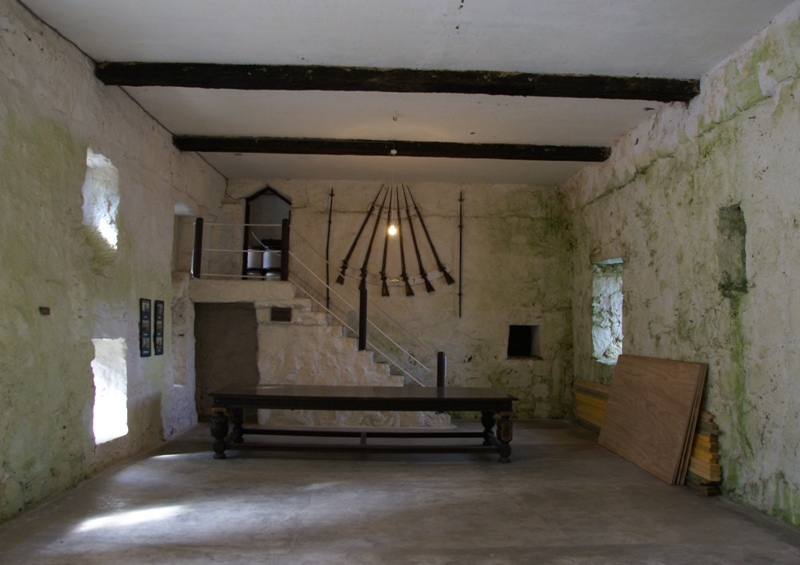
Interieur van de hal. De musketten zouden gebruikt zijn in de Slag bij Culloden.

Kisimul Castle (Schots-Gaelisch: Caisteal Chiosmuil), ook wel Kiessimul Castle genoemd, is een vijftiende-eeuws kasteel, gelegen in de baai bij Castlebay op Barra in de Schotse Buiten-Hebriden. Het kasteel was de zetel van de clan MacNeil.

## Naam
De naam Kisimul is afgeleid van het Schots-Gaelisch cios, dat belasting betekent, en van mul dat aarden heuvel betekent.

## Geschiedenis
Het is niet bekend in welke eeuw Kisimul Castle is gebouwd. Het kasteel is minstens dertiende-eeuws, al zou de elfde eeuw ook mogelijk zijn. Men vermoedt dat het eerste stenen gebouw binnen de muren op het eiland de St Cieran's Chapel is dat uit de elfde eeuw zou stammen.
De clan MacNeil claimt af te stammen van Neil van de Negen Gijzelaars, de Hoge koning van Ierland aan het einde van de vierde eeuw. De eerste van deze clan die zich vestigde in Schotland was vermoedelijk Hugh, koning van Aileachh en prins van Argyll. Zijn zoon, de 21e afstammeling van Neil van de Negen Gijzelaars, werd Neil of the Castle (Neil van het kasteel) genoemd. Het was deze Neil die Kisimul Castle in 1030 zou hebben gebouwd. Uit de vroege vijftiende eeuw zijn er schriftelijke bronnen, die aantonen dat de MacNeills zeker in het kasteel gevestigd waren; Gilleonan MacNeil kreeg namelijk landerijen van de Lord of the Isles (Heer van de Eilanden).
Het kasteel werd gebouwd als een toren met een omwalling. De toren had een borstwering, waar volgens de volksverhalen het hoofd van de huishouding van de MacNeils elke avond kwam roepen:The great MacNeil having finished his meal, the princes of the earth may dine (Nu de grote MacNeil klaar is met eten, mogen de prinsen van de aarde gaan dineren).
Later werden een hal en een kapel aan de binnenzijde tegen de ommuring gebouwd, aan de tegenovergestelde zijde van de toren.
In 1314 vochten de MacNeills vermoedelijk in de Slag om Bannockburn samen met de troepen van Robert the Bruce en kregen als beloning landerijen in Kintyre.
De meest beruchte bewoonster van Kisimul Castle was Marion of the Heads (Marion van de Hoofden), die de tweede vrouw was van MacNeil van Barra. Zij zorgde ervoor dat haar zoon de opvolger werd door haar stiefzonen te laten onthoofden.
Kisimul Castle werd verscheidene malen belegerd tijdens clanoorlogen en familievetes; het kasteel werd echter nooit ingenomen.
Tijdens de Jacobitische Opstanden in 1715 vochten leden van de clan mee, terwijl in 1745 de clan nominaal ondersteuning gaf aan Bonnie Prince Charlie, maar niet meevocht. Na het mislukken van die laatste opstand werd het clanhoofd gevangengenomen. In 1750 meldde een spion aan de verbannen prins dat MacNeil van Barra de prins bij een nieuwe opstand zou steunen met 150 man.
Het veertigste clanhoofd, Roderick MacNeil, ging bankroet en moest in 1840 Barra en al zijn landerijen verkopen aan de Gordons van Cluny. Door een huwelijk kwam het kasteel in de handen van de familie Cathcart. In 1937 kocht Robert Lister MacNeil, het 45ste clanhoofd, het kasteel terug en herstelden het in de jaren vijftig en zestig van de twintigste eeuw, waarna het kasteel in staatsbeheer gegeven werd.
Aan het eind van de twintigste eeuw werden er archeologische opgravingen gedaan in Kisimul Castle. Potscherven en delen van stenen werktuigen duidden erop dat het eiland waarop Kisimul Castle staat al werd bewoond in de prehistorie. In een opgraving in de kelder van de donjon werd een versierd, gouden object uit de vroege twaalfde eeuw ontdekt.

## Bouw
Kisimul Castle is gebouwd op een eiland in de baai van Castlebay en beslaat het hele eiland. De onregelmatige, min of meer vijfhoekige vorm van het kasteel is vergelijkbaar met die van Dunstaffnage Castle. De aanlegsteiger voor de boot en de poort bevinden zich aan de zuidoostelijke zijde van het eiland. In deze hoek staat ook de vijftiende-eeuwse donjon. Binnen de kasteelmuur werden tegen de omwalling aan in de loop der tijden verschillende gebouwen gerealiseerd. Met de klok mee bevindt zich ten westen van de donjon de keuken, met daarnaast het Tanist's House (het huis van de erfgenaam), dat in 1956-57 werd herbouwd. Het Tanist House bevindt zich in de meest westelijke hoek van het kasteel. De noordwestelijke vleugel wordt gevormd door de hal, die in 1958-59 werd herbouwd. De eerste verdieping werd ingericht als woning. In de noordelijke hoek van het kasteel bevindt zich de gevangenisput. De aansluitende noordoostelijke vleugel bestaat uit het oudste stenen gebouw van het kasteel, vermoedelijk was het de kapel. De aansluitende westelijke vleugel bestaat uit het Gokman's House, een woning voor de bewaker, vermoedelijk zeventiende-eeuws. Deze bevindt zich naast de poort van het kasteel. Deze poort heeft een ijzeren hek en wordt tevens beschermd door een mezekouw.
De donjon bestaat uit drie verdiepingen, een kelder en een hoge borstwering. De kelder, die diende als opslagruimte, is toegankelijk via een lage toegang aan de noordzijde. De eerste verdieping diende vermoedelijk als keuken. Op de tweede verdieping bevonden zich de privé-vertrekken; op de derde verdieping bevond zich de hal. Deze hogere verdiepingen kunnen anno 2009 bereikt worden via een houten trap vanaf de binnenplaats.
Ten zuiden van de donjon, buiten de ommuring, bevond zich het Crew House, waar de scheepsbemanning werd gehuisvest. Ernaast bevindt zich een stenen muur die een cirkelvormig gebied afsluit. Wellicht was dit een getijde afhankelijke vistrap of een kleine haven voor een galei.

## Beheer
Kisimul Castle wordt beheerd door Historic Scotland.